# Галлетти, Джан Лука
Джан Лука Галлетти (итал. Gian Luca Galletti; род. 15 июля 1961, Болонья, Эмилия-Романья) — итальянский политик, депутат итальянского парламента (2006—2013), министр окружающей среды и защиты суши и моря Италии (2014—2018).

## Биография
Джан Лука Галлетти окончил Болонский университет, где изучал экономику и предпринимательство.
С 1990 по 2009 год являлся членом коммунального совета Болоньи, сначала избирался по спискам Христианско-демократической партии, затем — Христианско-демократического центра и Союза христианских демократов и центра. С 1999 по 2004 год являлся асессором Бюджетного комитета в Болонье, с 2003 по 2005 год состоял в Высшей министерской комиссии по изучению реформы общественных финансов, в 2006 году был депутатом регионального совета Эмилии-Романьи.
В Палате депутатов XV-го созыва Галлетти являлся с 3 мая 2006 года членом фракции Союза христианских демократов и центра. С 5 мая 2008 года в Палате депутатов XVI-го созыва входил в коалиционную фракцию «Союз центра за Третий полюс» (Unione di Centro per il Terzo Polo); с 22 октября 2010 года был заместителем председателя (Vicepresidente) и делегатом зала заседаний (Delegato d’aula), с 22 апреля 2011 года стал членом фракции партии «Союз центра», а с 26 апреля 2012 года — председателем фракции.
На региональных выборах 2010 года Джан Лука Галлетти баллотировался на должность президента Эмилии-Романьи, получив 4,2 %. В ходе предвыборной кампании дал интервью радиостанции Radio Città del Capo, в котором в числе прочего заявил также о необходимости сосредоточения объектов ядерной энергетики в регионе ради обеспечения наибольшей безопасности.
2 мая 2013 года Галлетти назначен младшим статс-секретарём (Sottosegretario di Stato) Министерства образования, университетов и научных исследований в правительстве Летта.
С 22 февраля 2014 года является министром окружающей среды и защиты суши и моря в правительстве Ренци.
12 декабря 2016 года вновь получил портфель министра защиты окружающей среды — в сформированном после отставки Маттео Ренци правительстве Джентилони.